# 预科学校
预科学校是一种中等教育机构，通常为私立，专为学生升入大学或学院而设立。一些学校也包括小学。该名称通用于北美洲。在欧洲许多地方，例如德国、前奥匈帝国国家、低地国家和斯堪的纳维亚，专门把升大学预备的中等学校称为文科中学（Gymnasium，又译文理中学）。

## 北美洲
在美国和加拿大，有3种类型的预科学校。设有生活区（宿舍、餐厅）者称为寄宿学校；大部分為不收寄宿生的私立學校，即日間上課的學校（day school），还有少数学校兼有两种方式，

## 香港
香港教育學制沿襲英國制度，共有兩個學年（中六及中七），學生完成後會應考香港高級程度會考以升讀大學，而在這學制下，一些學校專門提供預科課程，並保送學生參加高級程度會考，亦稱為「預科書院」。
從2009年9月開始，因應三三四高中教育改革正式推行，高中的學段逐步改為三年，大學則擴至四年。隨著香港中學文憑考試於2012年後取代高級程度會考，這些學校亦要另尋出路，如轉型為完全中學、高中學校、高等教育機構。

### 預科學校
以下學校曾經開辦預科課程，但高中教育改革後，這些學校已經轉型。
- 嶺南學院（1986年停辦預科課程[1]）
- 香港浸會大學持續教育學院
- 恆生商學書院
- 保良局莊啟程預科書院／保良局莊啟程預科書院(夜校部)
- 香港李寶椿聯合世界書院
- 明愛華德中書院
- 嘉諾撒聖心商學書院